# Městský dům se sochou svatého Jana Nepomuckého
Městský dům se sochou svatého Jana Nepomuckého (též Palác Občanské záložny) je nárožní dům situovaný v rozšíření ulice V Kopečku, historicky také nazývaném Svatojánské náměstí, v Hradci Králové.  Dům v neobarokním stylu byl pro Občanskou záložnu vybudován v roce 1912 podle projektu architekta Rudolfa Němce.

## Historie
Dům stojí na místě dvou bývalých městských domů (jeden z nich byl zřejmě již gotický), k jejichž spojení došlo v období baroka. V roce 1770 vznikla společná klasicistní úprava již spojeného objektu a v roce 1912 vznikla stávající úprava novobarokní. V roce 1935, kdy byla vlastníkem objektu Občanská záložna, proběhla pod vedením zednického mistra J. Krause oprava fasády domu. V roce 1945 se v domě objevily dvě velké trhliny, byly sice opraveny, nicméně v roce 1957 se jedna z nich otevřela znovu. Statický průzkum zjistil narušení základů spodní vodou, a tak proběhla v roce 1958 celková rekonstrukce domu. V roce 2002 byl objekt naposledy rekonstruován.
Od roku 1958 (1964) je stavba chráněna jako kulturní památka.

## Vlastníci domu
- 1579 – rod Kroupů-Kotečníků[3]
- 1701 – dům koupili královéhradečtí jezuité, ale ještě téhož roku ho s magistrátem města směnili za budovu na náměstí, kde později vybudovali kolej a seminář (dnešní Nové Adalbertinum)[3]
- 1774 – Jan Josef Kriesbach (též Griesbach) – odkazuje na něj též nápis na soše sv. Jana Nepomuckého, která je instalována v průčelí domu; dům Kriesbach vlastnil minimálně do roku 1790[3][4]
- 1806–07 – Kriesbachovi dědicové[3]
- 1826–36 – Jan Kleischmitz, účetní solního skladu[3]
- František Pajkr – účetní v zastavárně, později spoluzakladatel firmy na výrobu harmonik a harmonií společně s Rudolfem Pajkrem (jako skladiště firmě sloužila tzv. Pajkrova flošna)[5]; v roce 1836 prováděl František Pajkr v domě stavební úpravy, aby v něm mohl zřídit obchod, v roce 1884 pak nechal vybudovat na dvoře domu skladiště[3]
- 1906–10 – Amálie Fuchsová z Kuklen (roku 1910 Stanislav Fuchs v objektu zřídil kavárnu)[3]
- 1911 – dům koupila od Fuchsových Občanská záložna, která přízemní část pronajímala; Občanská záložna dům vlastnila až do roku 1942, kdy se spojila se Živnostenskou záložnou, která v domě zůstala až do zestátnění[3]
- 1956 – Sběrné suroviny, n. p.[3]

## Architektura

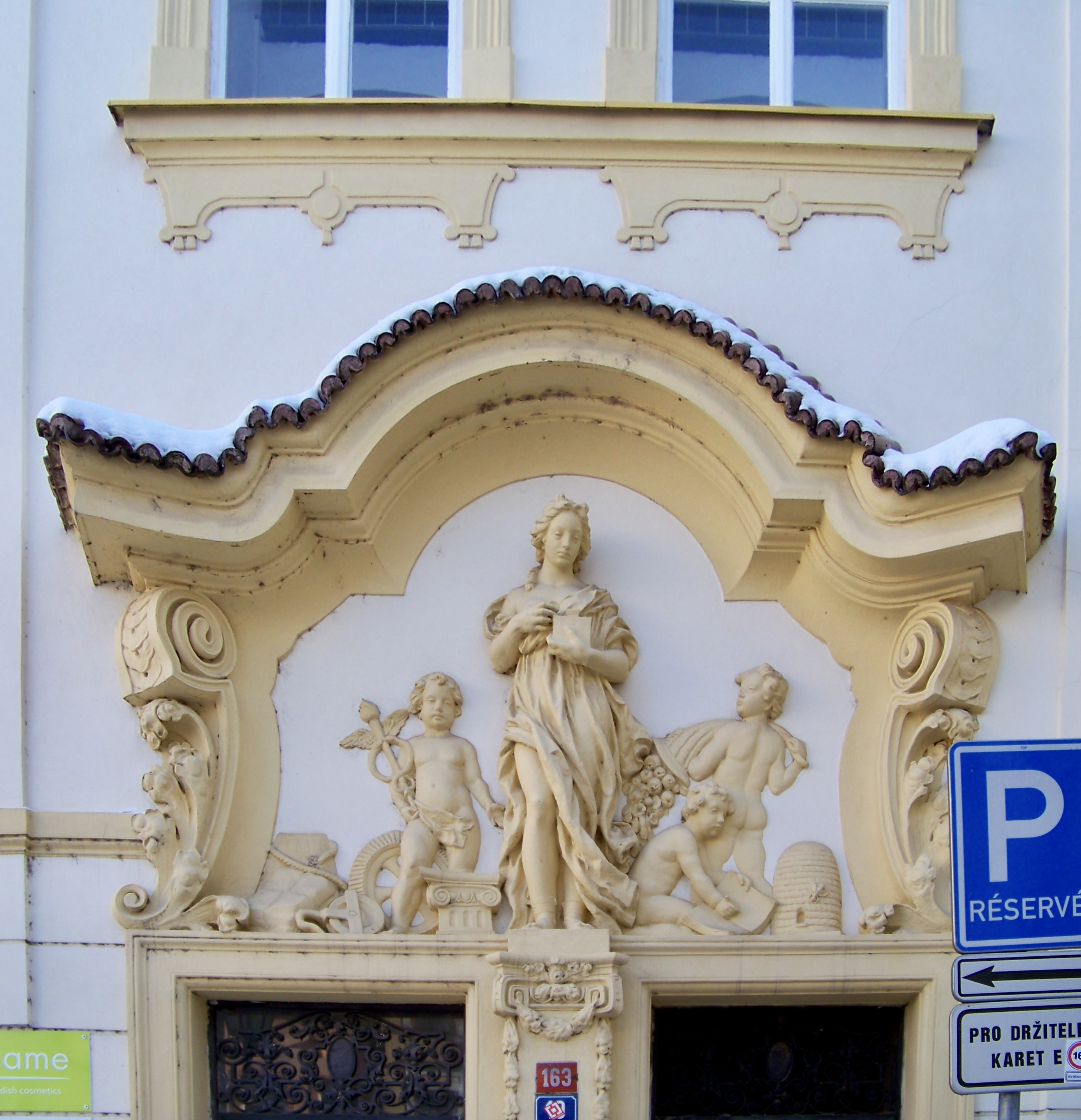
Reliéf v supraportě

Ačkoli se kolem roku 1910 v Hradci Králové již prosazovala modernistická architektura, a přímo na Svatojánském náměstí vznikl v roce 1909 Hanušův dům – úsporná novostavba s umírněným užitím pozdně secesních geometrických prvků – Občanská záložna oslovila v roce 1911 architekta Rudolfa Němce s požadavkem na historizující přepracování již existujícího historického objektu. Němec, žák Friedricha Ohmanna, typického představitele historizujících slohů, se rozhodl bohatou novobarokní fasádou s mnoha horizontálními prvky reagovat na sousedící, primárně strohý a vertikální Hanušův dům.
Jednopatrový rohový dům je obrácen širokým průčelím do náměstí. Na předchozí podobu domu odkazují čtyři přízemní opěrné pilíře po levé straně, a také socha sv. Jana Nepomuckého, umístěná ve výklenku. Na pravé straně domu je průchod zaklenutý valeně, s lunetami. Zajímavý je reliéf s ženskou postavou a třemi putti, umístěný v supraportě: zobrazuje totiž symboly spořivosti.

## Socha sv. Jana Nepomuckého

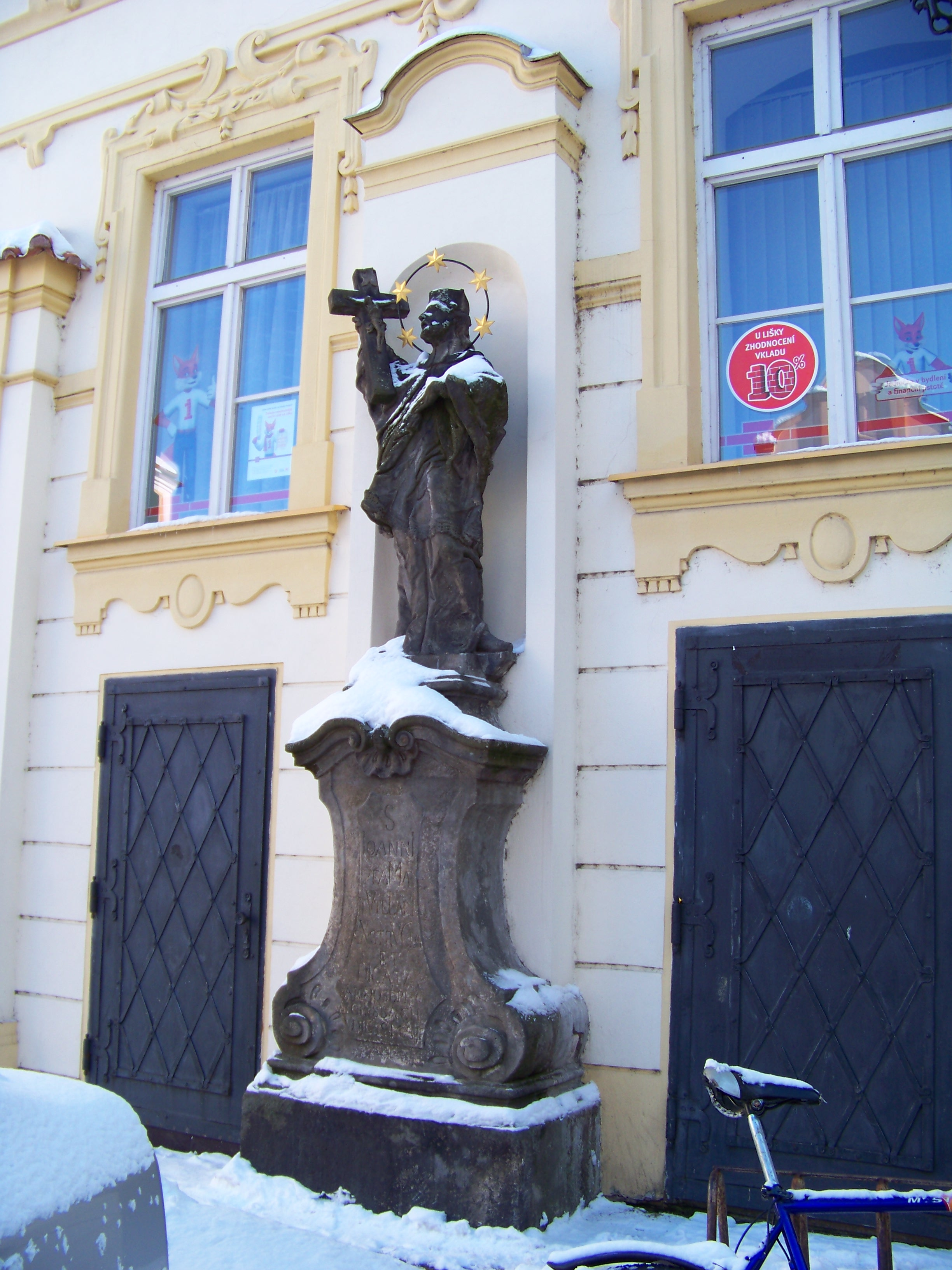

Na 160 cm vysokém kamenném podstavci stojí 170 cm vysoká socha sv. Jana Nepomuckého. Na postavci je nápis "Svatému Janu, pověsti strážci, vystavěna a zasvěcena Janem Josefem Griesbachem dne 18. května 1774", který je chronogramem. Právě díky této soše získal plácek před budovou dlouho používaný název Svatojánské náměstí. Autorem sochy je pravděpodobně Karel Antonín Devoty, člen původně italské sochařské rodiny Devoty. Devotyho Jan Nepomucký je plný emocí: s rukou na srdci obrací kříž i tvář k nebi, jakoby v žalujícím gestu, či v gestu přísahy.